# 루디 한센
루디 한센(Rudi Hansen, 결혼 이전의 성(姓): 닐센(Nielsen), 1943년 10월 27일 ~ )은 덴마크의 배우이다.
1953년 영화 《4명의 아버지》(Far til Fire)에서 미(Mie) 역할을 맡으면서 데뷔했지만 1961년 6월 18일 셸란섬 북부 뇌데보(Nødebo)에서 일어난 교통 사고로 인해 영화계를 떠나게 된다. 1963년에는 축구 선수 하랄 닐센(Harald Nielsen)과 결혼했다. 1974년부터는 덴마크에 거주하면서 잡화, 장신구 수입 전문 회사를 운영했다.